# Fränkische Küche

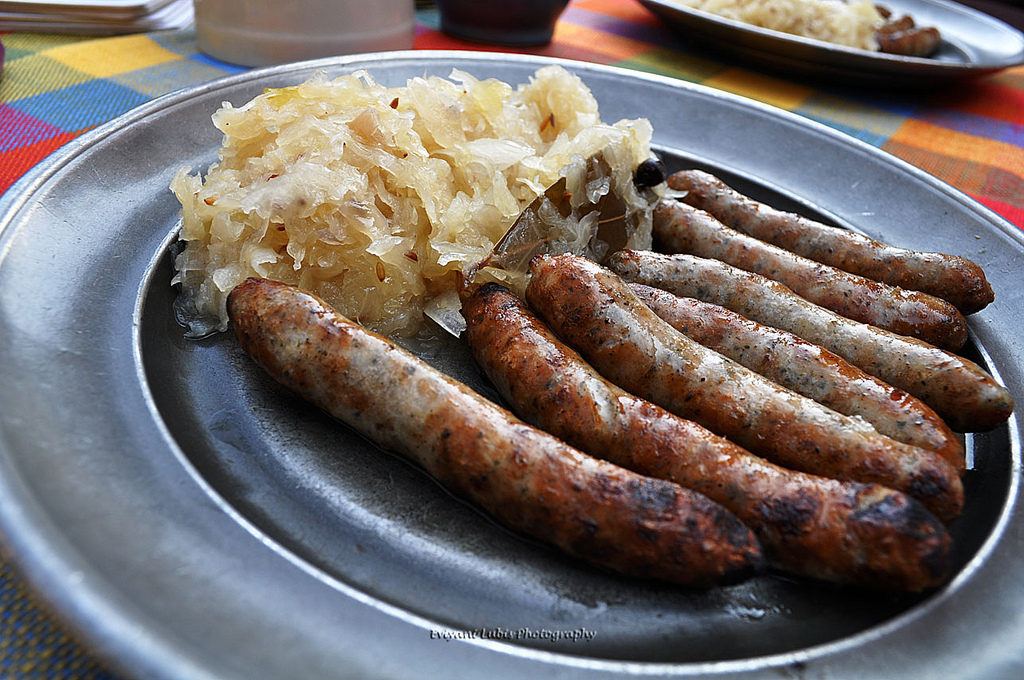
Nürnberger Rostbratwürste mit Kraut

Als Fränkische Küche wird die Gesamtzahl der regionaltypischen Speisen in der deutschen Region Franken bezeichnet. Eine hohe Bekanntheit auch über Franken hinaus haben Produkte wie Nürnberger Lebkuchen, Nürnberger Bratwurst, der Frankenwein oder das fränkische Bier. Franken zeichnet sich durch seine deftige und ursprüngliche Küche aus. Ein wichtiges Kriterium dabei ist die Regionalität und Qualität der Speisen und Getränke. So hat die Region Oberfranken mit ihren über 250 Brauereien die höchste Brauereidichte der Welt. Zusätzlich verfügt die Region über jeweils 500 Metzgereien und Bäckereien. Was wiederum die höchste Dichte in einer Region bedeutet. Außerdem gibt es in der Fränkischen Schweiz das größte zusammenhängende Süßkirschenanbaugebiet Deutschlands.

## Bekannte Gerichte und Spezialitäten

### Bratwurst

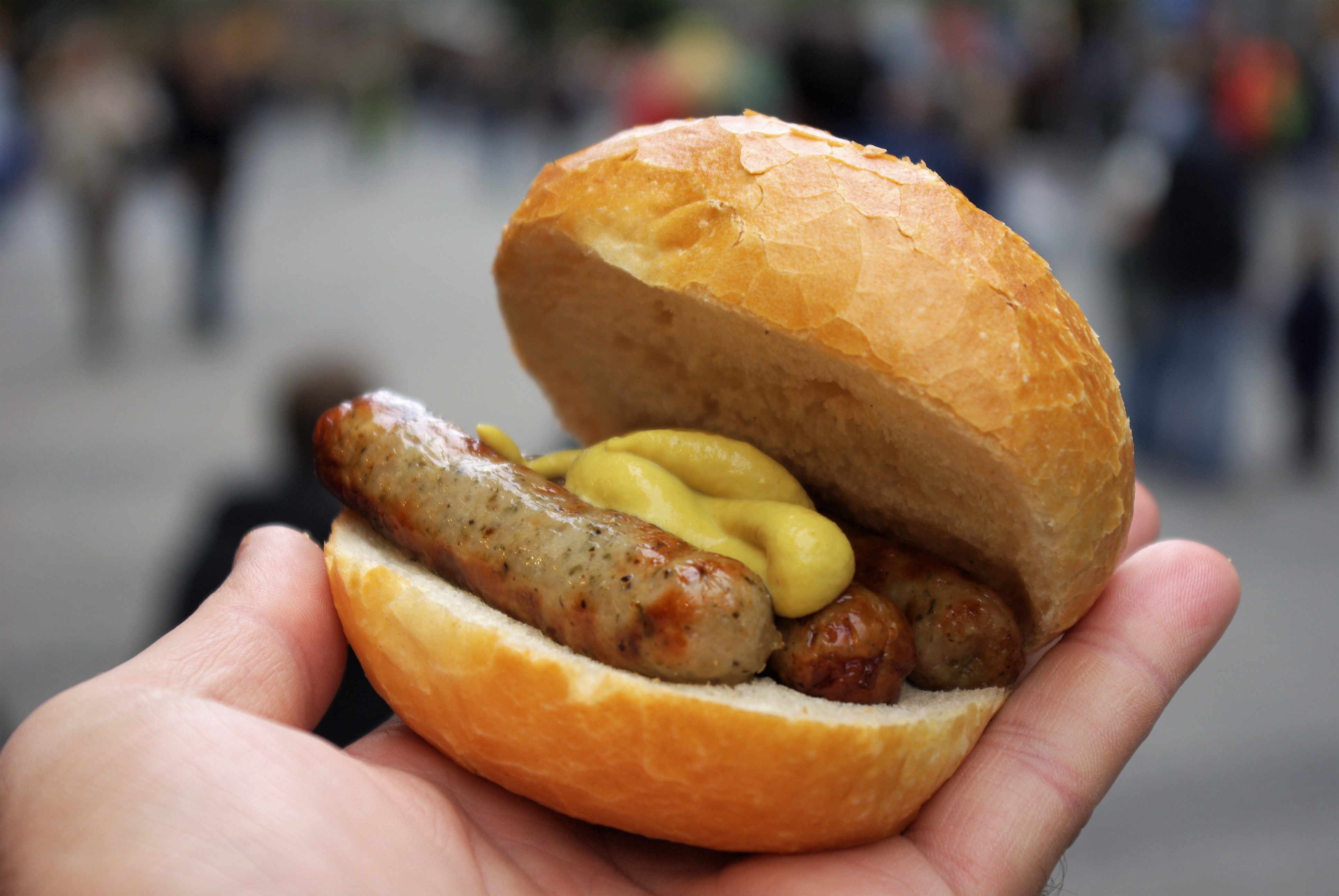
„Drei im Weggla“

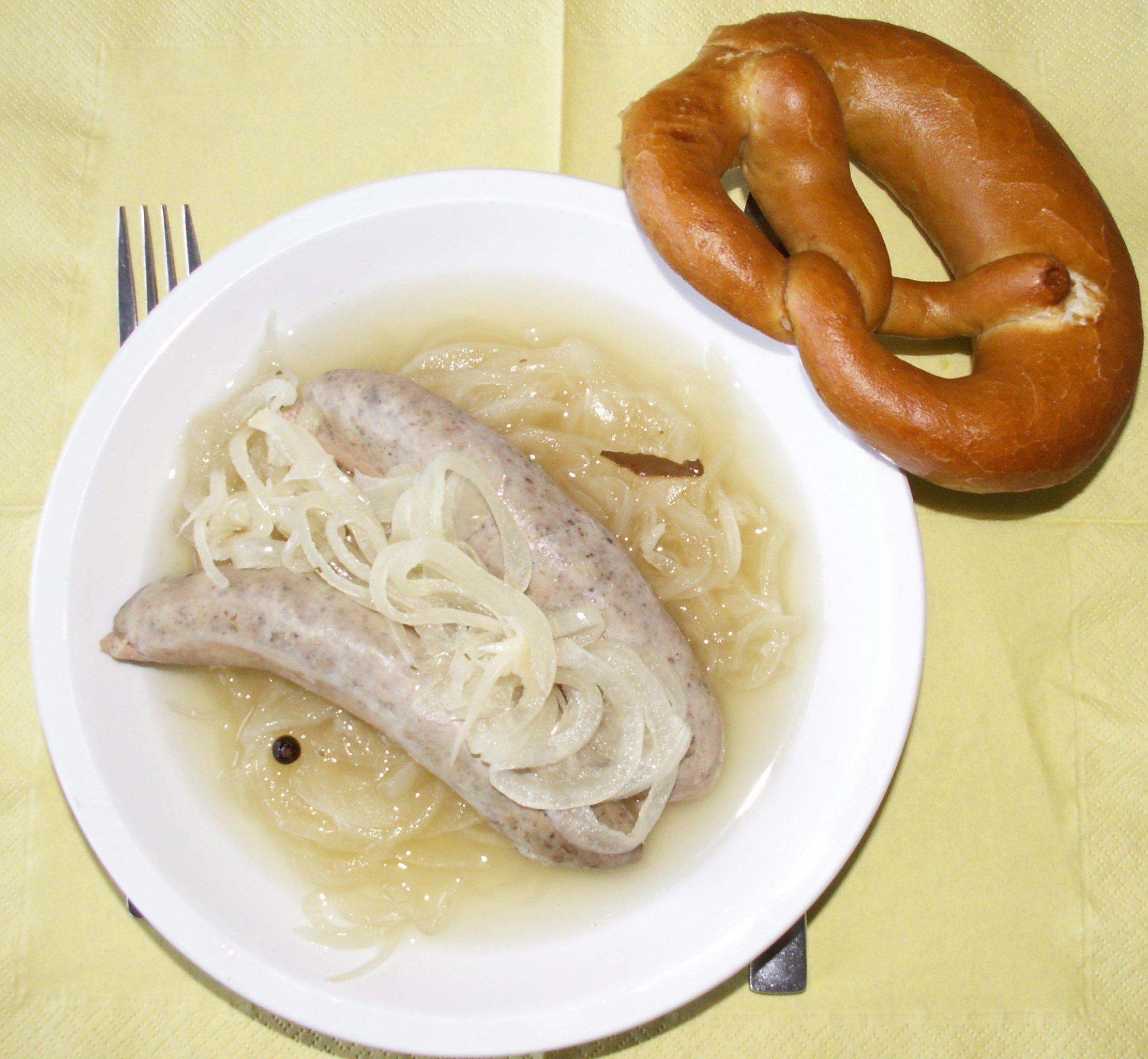
„Saure Zipfel“ mit Sud und Zwiebeln sowie mit einer Laugenbrezel

Mit der fränkischen Küche werden zumeist die aus Schweinefleisch hergestellten und überregional bekannten „Nürnberger Bratwürste“ in Verbindung gebracht. Die fränkische Bratwurstküche besitzt eine wesentlich größere Vielfalt.
Die „kleine“ Nürnberger Bratwurst ist im Stadtgebiet Nürnbergs heimisch (und darf auch nur dort hergestellt werden) und wird in und um Nürnberg in vielfachen von drei verzehrt (sechs Stück, neun Stück, zwölf Stück usw.). Drei Bratwürste werden meist in einem Weggla konsumiert, sechs meist auf Kraut. Geschmacklich entspricht sie der Bratwurst wie sie im Ansbacher Raum zu finden ist: Sie wird neben Salz und Pfeffer mit Majoran gewürzt.
Auch im übrigen Franken wird die Bratwurst mit Majoran zubereitet. Im westlichen Mainfranken wird die etwa zwölf Zentimeter lange und daumendicke fränkische Bratwurst einzeln oder paarweise gegessen. Im Hofer Raum ist die mit fein gehacktem Bratwurstbrät gefüllte, kleinfinger-dicke und wesentlich magerere Hofer Bratwurst üblich, die paarweise verzehrt wird. Die im benachbarten Kulmbach übliche Kulmbacher Bratwurst ist wie die Hofer Bratwurst dünn und mager, hat jedoch im Unterschied zu dieser einen hohen Kalbfleischanteil. Eine besondere, nur im Stadtgebiet und Landkreis Coburg erhältliche Spezialität ist die Coburger Bratwurst. Sie ist ähnlich grob und dick wie die Thüringer Bratwurst, bringt es im Rohzustand jedoch auf eine Länge von 31 cm. Sie wird traditionell über einem vollen Feuer aus Kiefernzapfen dunkel gebraten und erhält durch den dichten Rauch der brennenden Kieferzapfen ein zusätzliches Aroma.
Am häufigsten werden Bratwürste auf dem Grill oder (zuhause) in der Pfanne gebraten, und dann meist in einem Brötchen oder auf Sauerkraut gegessen. In Kulmbach gibt es ein besonderes „Brötchen“, den Kulmbacher Bratwurststollen. Ein ca. 20 cm langes Gebäck, das kräftig mit Anis gewürzt ist. Auf Sauerkraut werden sie als „zwei auf Kraut“, „drei auf Kraut“ (fränkische Bratwurst) oder „sechs auf Kraut“ (Nürnberger Bratwurst) bestellt, während man an Bratwurstständen auf Veranstaltungen, in Fußgängerzonen und Innenstädten seine Bratwürste im Brötchen bestellt. Gebraten werden die Bratwürste meist mit mittelscharfem oder scharfem Senf oder Meerrettich verzehrt. Ketchup ist als Gewürz zu den Bratwürsten zwar an praktisch allen Bratwurstständen vorhanden und bei Kindern beliebt, wird in der traditionell fränkischen Küche aber nicht verwendet.
Jedes Jahr gibt es in Pegnitz am 2. Maiwochenende den Bratwurstgipfel. Hierbei treten Metzgereien aus ganz Franken im Ringen um die beste Bratwurst gegeneinander an. Jeder Teilnehmer stellt eine traditionell hergestellte und eine Kreativbratwurst. Die Besucher wählen, neben einer Jury, die Metzgerei mit der besten Wurst zum Bratwurstkönig.
Als Variante besteht die Möglichkeit, die Bratwürste im Essigsud zu garen. Dieser Sud besteht aus Wasser, Essig, Zwiebelringen, in Scheiben geschnittenen Karotten, Salz, Pfeffer, einem Lorbeerblatt und Wacholderbeeren. Darin lässt man die kleinen Würste unterhalb des Siedepunktes etwa 15 bis 20 Minuten gar ziehen. Dieses Bratwurstgericht wird in Franken und in der Oberpfalz als „Saure Zipfel“' oder „Blaue Zipfel“ bezeichnet.
Als Brotzeit wird das Bratwurstbrät auch roh etwa einen Zentimeter dick auf deftiges Bauernbrot gestrichen, mit gewürfelten Zwiebeln belegt und mit Salz, Pfeffer und Paprika gewürzt, was sich auf ostfränkisch „Ghäckbrot“ oder auch „Ghacktsbrot“ (von Gehacktes) oder einfach auch „Ausgstraaftaa“ (Ausgestreifte) nennt. In ländlichen Gegenden wird dies gerne als Tatarbrot bezeichnet, was mit dem eigentlichen Tatar aus Rindfleisch nichts zu tun hat. Geräucherte Bratwürste sind ebenfalls eine beliebte Komponente der Brotzeitplatte.

### Fisch

#### Forelle
In der Fränkischen Schweiz gibt es in den Flüssen und Fischteichen eine reiche Forellenzucht. Diese werden in den vielen, typischen Wirtschaften als Forelle „blau“ oder gebacken serviert. Zusätzlich gibt es mehrere Räuchereien, die diesen Fisch als Brotzeit zum Mitnehmen oder frisch aus dem Rauch zum vor Ort Verzehr anbieten.

#### Karpfen

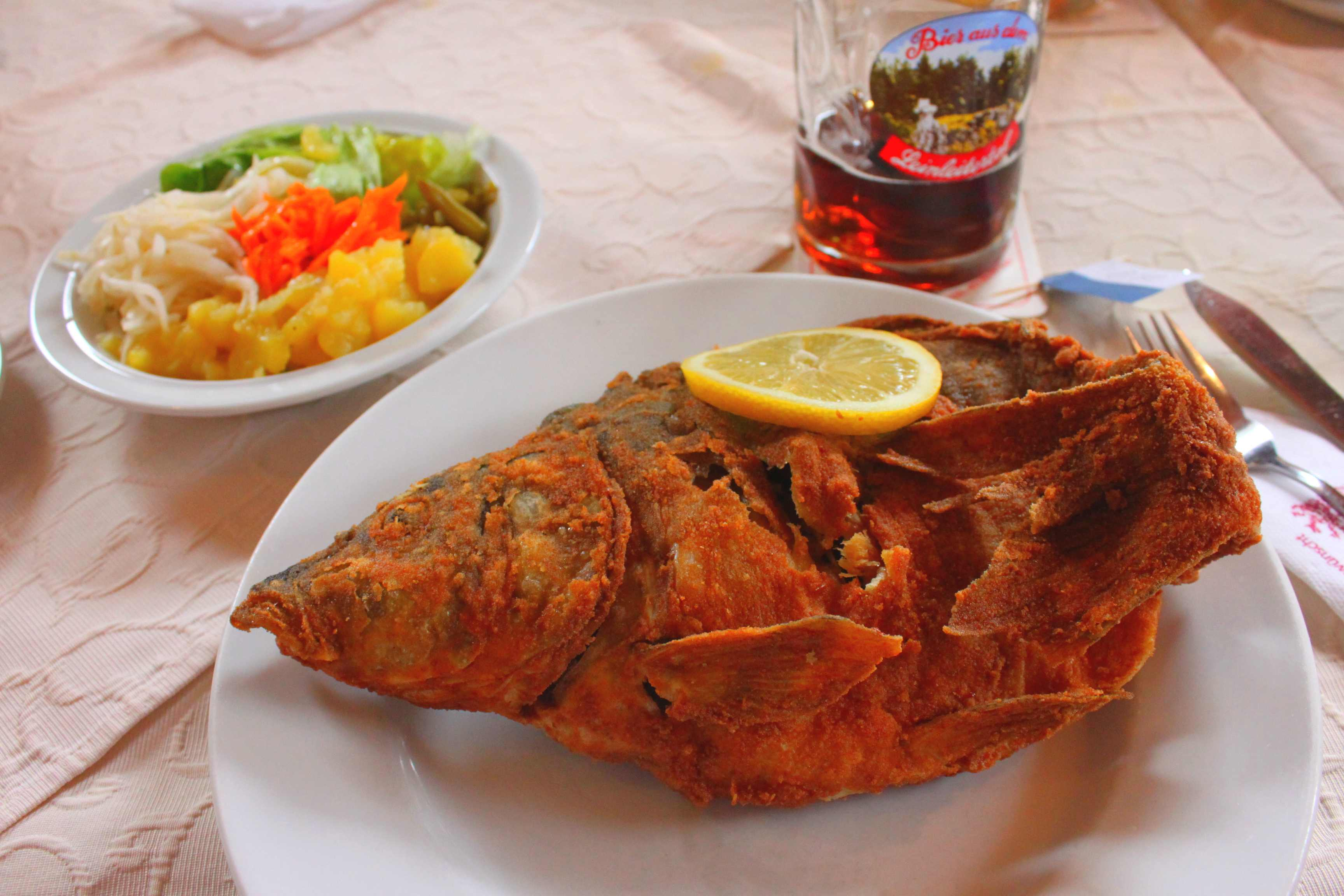
Gebackener Karpfen

In der Gegend zwischen Forchheim und Bad Windsheim im Aischgrund ist der Aischgründer Spiegelkarpfen heimisch. Traditionell wird der Fisch der Länge nach zweigeteilt und ist gebacken oder „blau“ (im Essig- oder Biersud) eine Spezialität für alle Monate mit „r“. Zum Verkosten des echten Aischgründer Karpfens sind Lokale mit eigener Teichwirtschaft im Herbst (September bis November) am besten geeignet. Danach kommen die Karpfen oft aus osteuropäischen Ländern und sind auf Grund des Transports nicht mehr so frisch. Nur ein wirklich frischer Karpfen krümmt sich beim Backen. Wenn der Fisch platt auf dem Teller liegt, ist dies ein Hinweis, dass es sich nicht um einen frisch geschlachteten Fisch handelt.
Die inneren Geschlechtsteile der Karpfen (gebackene Samenzellen männlicher und die reifen Eier – der Rogen – weiblicher Tiere) in ausgebackener Form gelten als besondere Delikatesse und sind in Franken als „Ingreisch“ (von Innereien) bekannt. Diese Speisen muss man in Karpfenrestaurants allerdings oft extra vorbestellen.

### Fleisch

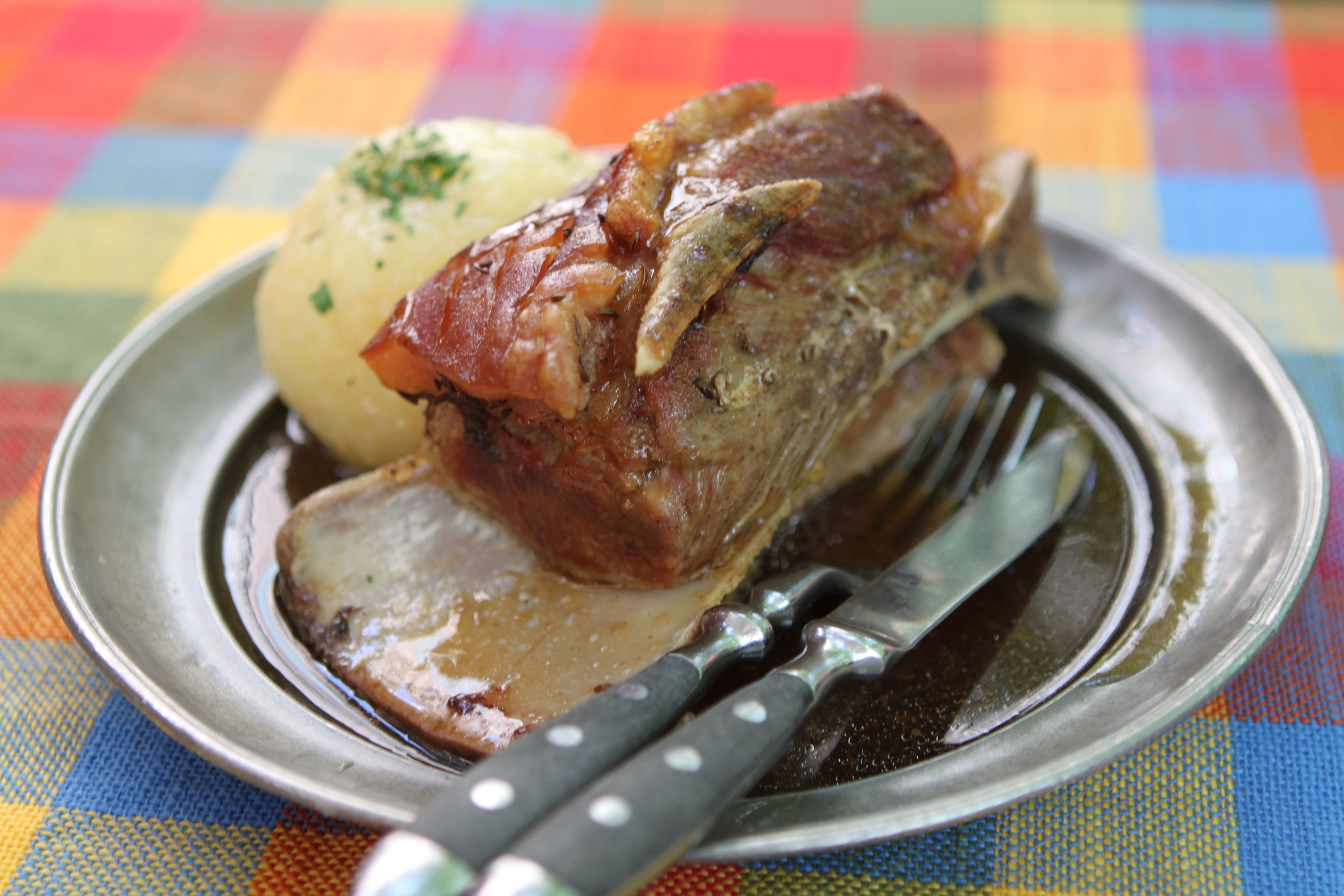
Fränkisches Schäufele

Wie in den meisten deutschen Regionalküchen gibt es auch in Franken viele Fleischspezialitäten, insbesondere vom Schwein. Bekannt sind die gebackenen Schweineschultern, die sogenannten Schäufele (wegen des schaufelförmigen Schulterblatts) mit der knusprigen, rautenförmig eingeschnittenen Schwarte. Beliebt ist auch der Schweinebraten mit Kruste. Er ist dem oberbayerischen ähnlich, man serviert hier – neben dem Kloß – regional unterschiedlich Sauerkraut, Blaukraut, „Wirsching“ (Wirsing), grüne Bohnen oder verschiedene Salate als Beilage.
Eine Besonderheit ist auch der fränkische Sauerbraten. Er wird im Gegensatz zum rheinischen Sauerbraten ohne Rosinen zubereitet. Die Soße des Sauerbratens wird mit einem in etwas Wasser eingeweichten und zerdrückten leicht gesüßten Lebkuchen („Soßenkuchen“) gebunden. Der Lebkuchen gibt dem fränkischen Sauerbraten seine eigene Note. Als Gemüsebeilage wird Blaukraut serviert, in einigen Gebieten gehört auch ein Schälchen Preiselbeerenkompott zum Arrangement.
Bei der Schweinfurter Schlachtschüssel werden gekochte Teile des Schweins als Kesselfleisch zusammen mit Sauerkraut, frischem Brot, geriebenem Meerrettich direkt auf tischgroßen Holzplatten gangweise serviert. Dazu gibt es fränkischen Wein und zum Abschluss ein Paket Leber- und Blutwürste zum Mitnehmen.
Gebackenes Blut, auch Schwaaß genannt, ist vor allem aber im Hofer Land ein noch immer beliebtes, traditionelles Gericht. Ähnlich wie bei Blutwurst oder Presssack gibt man in das aufgefangene Blut des Schlachttieres gewürfelten Speck, Zwiebeln und altbackene Brötchen, würzt mit Majoran und Salz und lässt das Ganze backen. Traditionell isst man als Beilagen Sauerkraut und Kartoffeln.

### Beilagen
Zum Braten gibt es einen gemischten Salat und rohe oder halbseidene Klöße, in Franken die klassische Sättigungsbeilage. In Oberfranken werden diese „Griena Klees“ oder „Baumwollna Klees“ genannt. Diese Klöße werden mit einigen Brotwürfeln gefüllt. Wenn vom Sonntagsmahl noch Klöße übrig sind, so gibt es sie traditionell am Montag in Stücke geschnitten und in der Pfanne ausgebraten.
Für die Zubereitung von Wickelklößen werden hauptsächlich Pellkartoffeln vom Vortag und durchwachsener Speck verwendet. Diese Klöße gelten als typisch unterfränkische Spezialität.
Gemüse wird in der fränkischen Küche fast nur als Beilage gereicht. Üblich sind hier Sauerkraut, Weißkraut, Blaukraut, Wirsing, Kohlrabi oder auch Karotten. Schwarzwurzeln, auch als Winterspargel bezeichnet, werden in Franken seit dem 17. Jahrhundert angebaut. Mit gekochtem Schinken und Salzkartoffeln als Beilage und in Sahnesauce angerichtet, gelten sie als typisches Gericht in der kalten Jahreszeit.

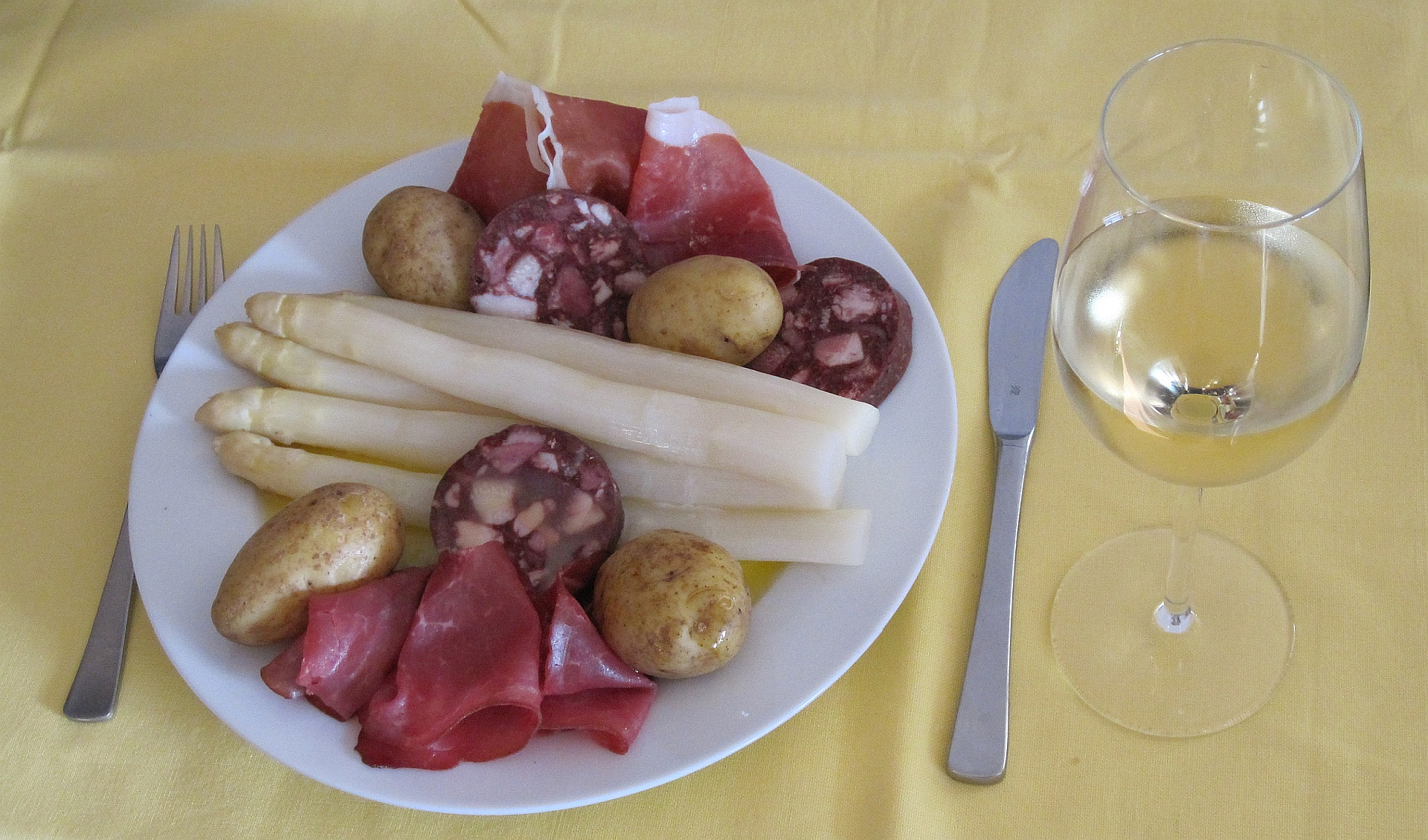
Fränkischer Spargel mit Kartoffeln, zerlassener Butter, Schinken, rotem Presssack und Silvaner

Auch Spargel, etwa in verschiedenen Sorten aus dem Knoblauchsland, wird in der fränkischen Küche verwendet. Dieser wird geschält, gekocht und warm typischerweise zu gekochtem und in Butter gebratenem Schinken oder Bratwürsten mit gekochten Kartoffeln serviert. Alternativ ist der Spargel als Salatbeilage sehr beliebt.
Eine besondere Beilage ist der als Kren bezeichnete Meerrettich. Er wird vor allem in Mittelfranken zwischen Erlangen, Forchheim und Höchstadt an der Aisch, insbesondere in Baiersdorf angebaut. Krensauce wird vor allem zu Tafelspitz gereicht (Krenfleisch), aber auch für viele andere Gerichte verwendet.
Besonders die Bamberger Gärtner haben vielerlei Gemüsesorten aus früherer Zeit gerettet, so dass diese Gegend mit einer Fülle einmaliger Sorten aufwarten kann. Am bekanntesten sind sicher die Bamberger Hörnchen, eine fingerlange, schmale, nussig schmeckende Kartoffelsorte. (Nicht zu verwechseln mit dem Gebäck „Bamberger Hörnchen“, das einem Croissant ähnelt.) Die Bamberger Zwiebel, der Bamberger Rettich oder der Bamberger Spitzwirsing sind nur einige weitere einheimische Sorten.

### Gebäck

#### Lebkuchen

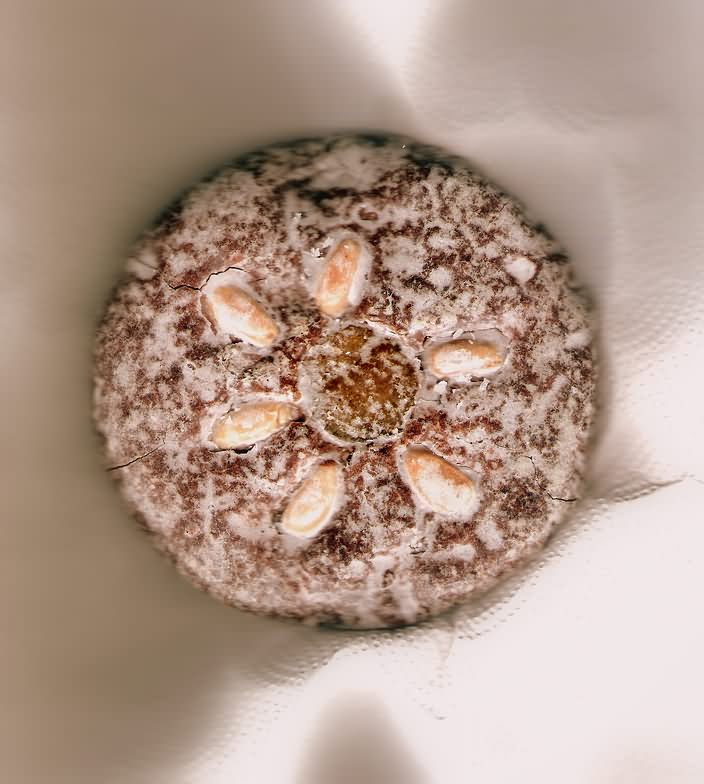
Nürnberger Lebkuchen mit Mandeln und Zuckerguss

Im Mittelalter war Nürnberg ein Handelszentrum, unter anderem für exotische Gewürze. Im umliegenden Nürnberger Reichswald gab es viele „Zeidler“ (Imker) für die Honigproduktion, diese Faktoren begründen eine lange Tradition der Lebkuchen-Herstellung. Seinen Ursprung hat der Lebkuchen im nahen Kloster in Heilsbronn. Von Ende August bis in den Winter wird das Gebäck zusammen mit „Christkindlesmarkt-Glühwein“ aus Heidelbeerwein angeboten. Heute gibt es nur noch wenige kleine Hersteller, die handwerklich arbeiten. Die meisten Lebkuchen kommen mittlerweile aus industrieller Produktion. Viele fränkische Bäckereien und Konditoren stellen aber in der Adventszeit ebenfalls eigene Lebkuchen und anderes Weihnachtsgebäck her. Die beliebteste Variante heißt Elisenlebkuchen, diese haben häufig neben der traditionellen runden auch eine rechteckige Form. Die Qualitätsstufen von Lebkuchen sind dabei in den „Leitsätzen für feine Backwaren“ definiert. Dazu gehört, dass die gehobene Qualitätsstufe in jedem Fall ein Oblaten-Lebkuchen ist.

#### Küchle
Als Küchle, Küchla oder auch ausgezogener Krapfen wird in Franken und auch in Teilen Oberbayerns ein süßes, in Fett gebratenes Hefeteiggebäck bezeichnet, das oft an Festen öffentlich und frisch zubereitet wird. In Oberfranken ist es das traditionelle Kerwagebäck oder wird zu großen Feiern wie Taufen, Erstkommunion, Konfirmation oder Hochzeiten an Freunde und Bekannte verteilt.

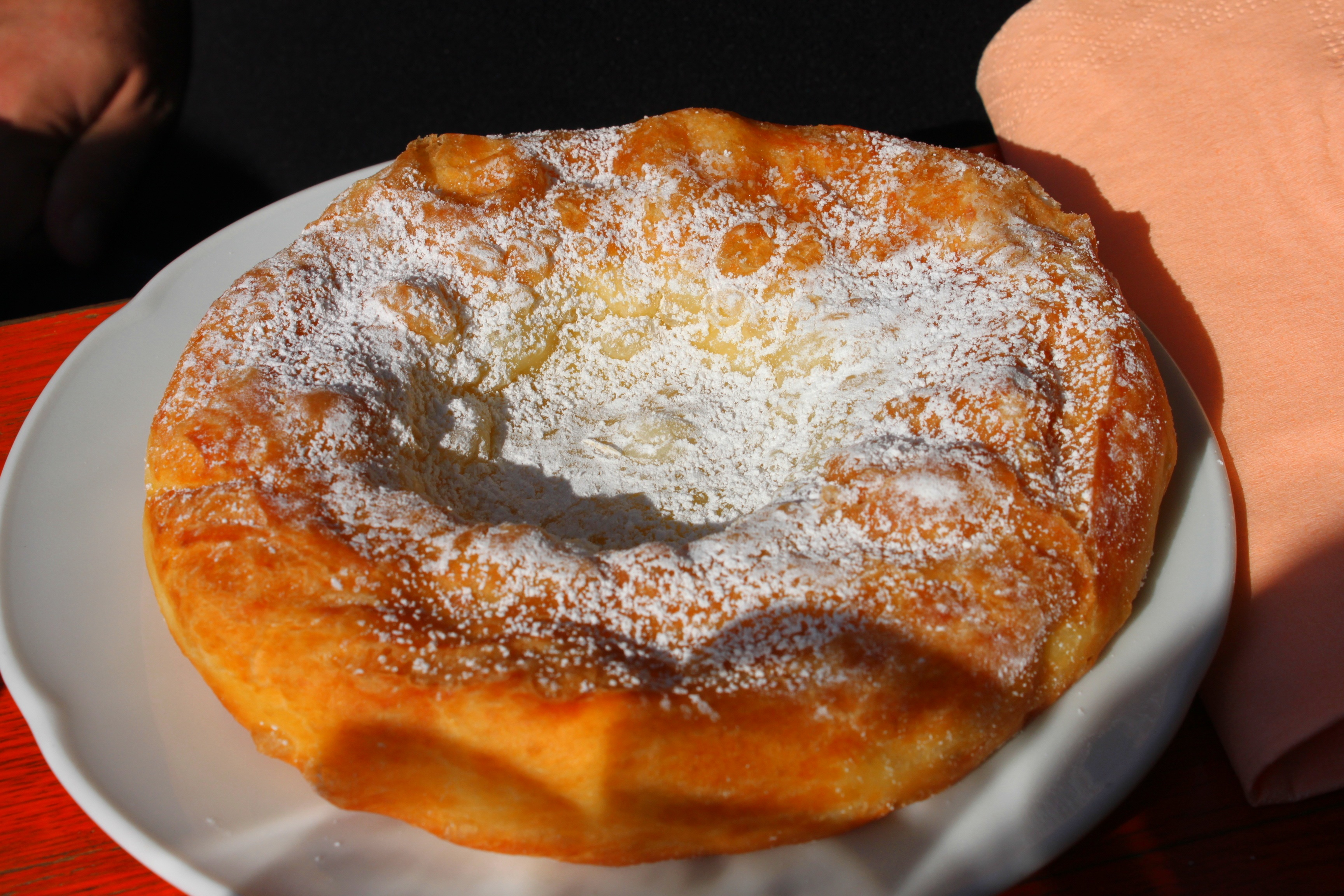
Küchla mit Puderzucker

Es gibt verschiedene Formen der Küchla: Sie können quadratisch, rechteckig oder rund zubereitet werden. Letztere werden auch Knieküchle genannt, weil die Bäcker sie früher über ihr frisch gewaschenes Knie zogen, um so die für Küchle typische dünne Kruste zu bekommen. Heute wird dieses Ziel entweder damit erreicht, dass der Hefeteigklumpen über die Hand, über einen gedrechselten Krapfenstock oder auch über einen Gummiball gezogen oder der Teig ganz vorsichtig mit den Fingerspitzen ausgedünnt wird, wie es in den traditionellen Haushalten noch üblich ist. Mit dieser Form wird das Küchle in Fett ausgebacken. Unterschiede gibt es auch regional in der Größe: Man unterscheidet den großen (katholischen) Hutkrapfen und das kleinere (evangelische) Küchle/Küchla. Im Bamberger Raum werden die Küchla als Hutkrapfen bezeichnet und so aufgegossen, dass sie nicht flach, sondern annähernd halbkugelförmig sind. Ähnlich zum „Striezel“, werden missratene Gebäckstücke, die aufgrund von Rissen im Teig nicht richtig aufgehen und deshalb keinen Hut bekommen, als „Dötscher“ bezeichnet.
Durch diesen Vorgang ist ein Gebäck entstanden, das außen aus einem etwa drei Zentimeter hohen Teigwulst in goldbrauner Farbe besteht, im Geschmack dem Krapfenteig ähnelt und innen eine dünne Teigkruste besitzt, die fast durchsichtig ist. 
Rechteckige Küchle, so genannte Striezel blasen sich beim Ausbacken in Fett kissenförmig auf. Dieser Vorgang wird auch als „Aufgehen“ bezeichnet. Fertig gebacken bestehen sie aus einem dünnen, flachen, goldbraunen Boden, und einer dickeren, kissenförmigen Haube. Die obere Hälfte der Haube ist ebenfalls goldbraun, die untere Hälfte ist heller. Dies kommt daher, dass die Küchle beim Ausbacken gewendet werden. Da sie sich zu diesem Zeitpunkt schon aufgeblasen haben, schwimmen sie auf dem Fett, so dass nur noch ein Teil Kontakt mit dem heißen Fett hat, und bräunt. Der Backprozess reagiert empfindlich auf minimale Defekte im Teig: Reißt er beim Aufgehen ein, so kollabiert das Küchle, und bleibt flach, oder unregelmäßig geformt mit einigen Blasen. Diese missratenen Gebäckstücke werden als „Dutschen“ bezeichnet.
Im regional dem Frankenland zugerechneten Hohenlohe ist Blooz verbreitet, ein Kuchen aus Hefeteig.

#### Faschingskrapfen
Traditionell werden die Faschingskrapfen in Franken mit Hiffenmark – also Hagebuttenmarmelade gefüllt. Jedoch gibt es die Tradition, dass bei gemeinsamen Feiern ein Krapfen mit Senf gefüllt ist.

#### Weitere Gebäcke
Anisbrezen werden aus einem hellen Brötchenteig mit ganz viel Anis hergestellt. Sie werden traditionell in der Zeit zwischen St. Martin und Aschermittwoch gebacken. Mittlerweile gibt es jedoch einige Bäckereien, die sie das ganze Jahr im Angebot haben. Anisbrezen sind die klassischen Beilagen für die Schlachtschüssel. In Weidenberg (Oberfranken) gibt es sog. Brezenwochen, in denen immer ein Gastwirt für eine Woche diese Brezen zu verschiedenen Braten anbietet.
Spulwecken sind ein altes Gebäck aus dem Bayreuther Raum, das von der Form her an das in Windeln gewickelte Jesuskind erinnern soll. Sie wurden früher häufig den Wöchnerinnen zur Stärkung mitgebracht.
Bamberger Hörnla – ein croissantförmiges Gebäck, das mit Butter hergestellt wird und bei den Kindern sehr beliebt ist. Üblicherweise werden diese im Volksmund nur Bambercherla genannt, auch um sie von der Kartoffelsorte zu unterscheiden.

## Getränke

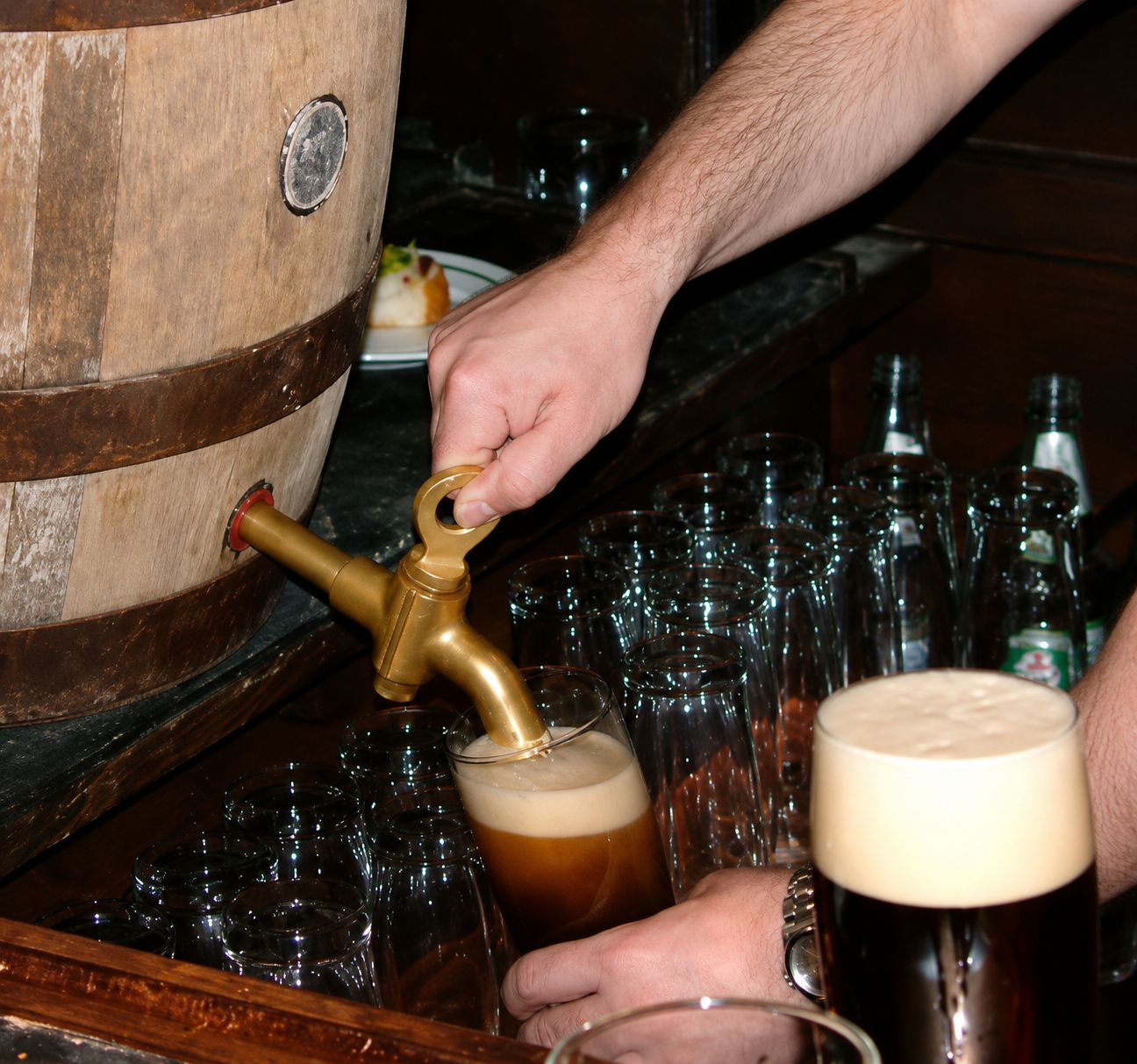
Schlenkerla, ein Rauchbier aus Franken

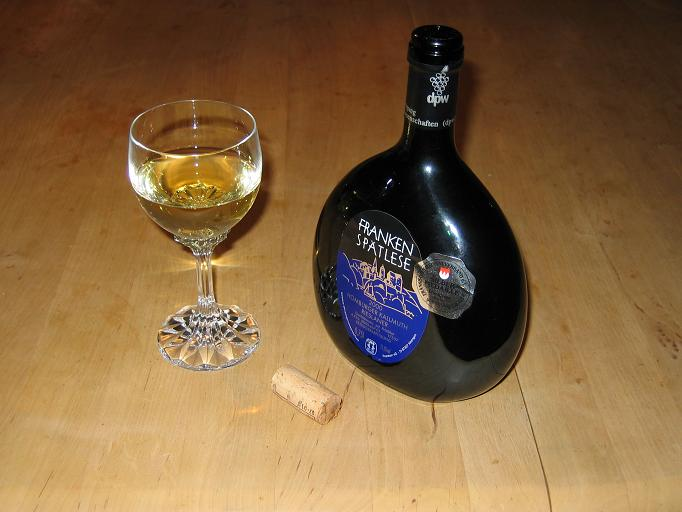
Wein im Bocksbeutel

In Oberfranken liegt das Gebiet mit der höchsten Brauereidichte der Welt. Deshalb wird Franken gerne in Bierfranken und Weinfranken geteilt. In Franken existieren etwa 270, überwiegend kleine Bierbrauereien. Vor allem in der Fränkischen Schweiz und in den angrenzenden Landkreisen Bamberg, Bayreuth, Kulmbach und Lichtenfels haben noch viele Ortschaften ihren „Bräu“, der das große Brauerei-Sterben der 1970er und 1980er Jahre überstanden hat. Der kleine Ort Aufsess (Lkr. Bayreuth) hat es mit vier Brauereien bei 1500 Einwohnern ins Guinnessbuch der Rekorde geschafft. Es gibt nur wenige Exportbierbrauereien: Kulmbacher Brauerei mit ihren Teilbrauereien Mönchshof und EKU-Bräu, Brauerei Gebr. Maisel GmbH & Co. KG mit der Bayreuther Bierbrauerei und der Aktienbrauerei, Brauerei Leikeim aus Altenkunstadt, Veldensteiner Brauerei aus Neuhaus und Tucher Bräu aus Nürnberg.
Häufig haben die kleinen Brauereien noch ihre alten Bierkeller oder großzügigen Biergärten. In Bamberg geht man z. B. traditionell „aufn Keller“. In Forchheim hat sich ein ganzer „Kellerwald“ mit über 15 Kellern von verschiedenen Brauereien erhalten. Diese Felsenkeller dienten früher als Lagerort für das Bier, denn vor der Ära des Kühlschrankes konnte man das Bier nur dort mit im Winter aus Flüssen und Bächen oder aus extra dafür angelegten Teichen gestochenem Eis frisch halten. Heute sind diese Keller sehr beliebte Orte, die traditionelle Küche anbieten. Es ist durchaus üblich, sich seine „Vesper“ (Brotzeit) zum Bier selbst mitzubringen oder selbstverständlich kann man auch die typisch fränkischen Biergartengerichte, wie das Brotzeitbrettla, den Ziebelaskäs oder einen G’rupften genießen. Das Bier wird in Franken üblicherweise als „Seidla“ (ein halber Liter Bier) getrunken, die „Maß“ (ein ganzer Liter Bier) ist verpönt.
In Bayreuth existieren noch 10 eigenständige Brauereien und in Hof sind es sechs unabhängige Brauereien, während (zum Vergleich) in der etwa elfmal größeren Stadt Nürnberg lediglich noch drei Brauereien (die Großbrauerei Tucher Bräu und zwei kleine Brauereien mit angeschlossener Gaststätte (Altstadthof, Schanzenbräu)) existieren. In Fürth, das früher mit fünf Großbrauereien und mehreren kleinen als Brauereistadt bekannt war, gibt es heute keine aktive Brauerei mehr. Die Stadt Bamberg mit zwölf Brauereien bei knapp über 70.000 Einwohnern gilt als die fränkische Bierstadt. Hier gibt es auch eine bierige Besonderheit: das Rauchbier. In zwei Brauereien können Gäste diese Rarität noch genießen. Der Legende nach wurde in Kulmbach der Eisbock erfunden. Ein Geselle vergaß am Abend einige volle Fässer Bier in die Halle zu bringen und als er am nächsten Tag nachsah, war das Bier zu Eis geworden. Der Meister befahl als Strafe, den Eisblock aufzuschlagen und die noch flüssigen Teile des Bieres zu trinken. Da stellte der Geselle fest, dass diese sehr gut schmeckten und so war der Eisbock entstanden.
Wein ist vor allem in Unterfranken weit verbreitet. Der Frankenwein wird typischerweise in bauchige Bocksbeutelflaschen abgefüllt. Das Weinanbaugebiet Franken ist vor allem für seine Weißweine Silvaner, Bacchus und Riesling sowie den trockenen Rotwein Domina bekannt. Während der Weinlese gilt der Bremser als Spezialität. Bekannte Lagen sind bspw. Escherndorfer Lump, Nordheimer Vögelein, Würzburger Stein und Sommeracher Katzenkopf.

## Immaterielles Kulturerbe „Oberfränkische Spezialitäten“
Die Bewahrung und Förderung von Kultur, Vielfalt und Qualität regionaler Spezialitäten in Oberfranken wurde im Jahr 2016 ins Register der Guten Praxisbeispiele des Immateriellen Kulturerbes der UNESCO aufgenommen.